# Rio Asău (Bicaz)
O Rio Asău é um rio da Romênia afluente do rio Dămuc, localizado no distrito de Neamţ.